# Itaú Unibanco
Itaú Unibanco, comumente chamado de Itaú, é o maior banco privado do Brasil e maior conglomerado financeiro do hemisfério sul, com sede na cidade de São Paulo, no estado homônimo. O banco foi criado em 4 de novembro de 2008 a partir da fusão entre o Banco Itaú e o Unibanco, duas das maiores instituições financeiras do país, resultando no maior conglomerado financeiro do hemisfério sul e num dos 20 maiores do mundo em valor de mercado.
Presente em 21 países, o banco possui cerca de 5 mil agências no Brasil e no exterior e 26 mil caixas eletrônicos e pontos de atendimento, além de possuir mais de 99 mil colaboradores, quase 55 milhões de clientes e mais de 95 mil acionistas. Em 2016, a carteira de ativos do Itaú atingiu 1,43 trilhão de reais - a maior do país. Foi eleita em 2022 pelo Great Place to Work® (GPTW Brasil) como a melhor empresa para se trabalhar, na categoria acima de 10.000 colaboradores no ranking das 150 melhores empresas para se trabalhar no Brasil. Em abril de 2012, o Itaú Unibanco foi classificado como a 30° maior empresa do mundo pela revista americana Forbes.

## História

### Banco Itaú
A história do Itaú começa com a fundação do Banco Central de Crédito em 30 de dezembro de 1943, por Alfredo Egydio de Souza Aranha. O banco foi autorizado pela Caixa de Mobilização e Fiscalização Bancária a realizar operações bancárias em 1944, com a emissão das primeiras cartas patentes. A primeira agência foi aberta em 2 de janeiro de 1945, localizada na então sede do banco. Ainda no primeiro ano, seriam abertas duas agências no interior do estado de São Paulo, nas cidades de Campinas e São João da Boa Vista. No final da década, eram 11 agências (3 na cidade de São Paulo e 8 no interior). Em 1951, foi aberta uma agência em Santos, litoral de São Paulo, um passo importante na atuação sobre companhias exportadoras de café. O Banco Central de Crédito teve seu nome alterado em 1952 para Banco Federal de Crédito, por recomendação do Governo Federal, que passaria a usar o termo Banco Central como nome de sua autoridade monetária principal.
Em 1961, o Banco Federal de Crédito comprou o Banco Paulista de Comércio. Era a primeira de uma série de aquisições e incorporações, que marcariam as décadas de 1960 e 1970. Em janeiro de 1962 foi aberta uma agência na Rua do Ouvidor, Rio de Janeiro, a primeira fora do estado de São Paulo. Também nesse ano, passaram a ser usadas, na contabilização de contas correntes e autenticação de documentos, as primeiras máquinas adquiridas pelo banco. Mais tarde, foi comprado o primeiro computador IBM, acelerando o desenvolvimento de sistemas de processamento. O Banco Itaú propriamente dito foi fundado em 1944, na cidade de Itaú de Minas, Minas Gerais, e viria a se unir com o Banco Federal de Crédito em 1964, originando o Banco Federal Itaú. No ano de 1966, o Banco Federal Itaú se tornou o primeiro banco a lançar um banco de investimentos no Brasil, criando o Banco Federal Itaú de Investimentos. A operação atrairia o interesse do Banco Sul Americano do Brasil, que ainda em 1966 se uniu ao Banco Federal Itaú, criando o Banco Federal Itaú Sul Americano. Em 1969, o Itaú Sul Americano faz outra fusão, dessa vez com o Banco da América, tornando o Banco Itaú América o 7º maior da época, com 274 agências. Buscando uma expansão no nordeste, em 1970 foi adquirido o Banco Aliança, que tinha na região 15 de suas 35 agências.
Em 1971, foi feita a primeira grande campanha publicitária, "ajude o Itaú a ser o primeiro". Com a incorporação do Banco Português do Brasil, em 1973, o Itaú América era o segundo maior banco do Brasil por volume de depósitos e o primeiro banco privado no número de agências, 468. Também em 1973, o Banco Itaú América passou a se chamar apenas Banco Itaú, e foi adotado um logotipo idêntico ao atual, porém em preto e branco (Itaú, em tupi-guarani, significa pedra escura). No ano de 1974, o Itaú incorporou o Banco União Comercial, e passou a contar com 561 agências. Para ter o controle acionário do conglomerado, foi criada no final do ano a Itaúsa. Em 1979, foi criada a Itautec, que dois anos depois instalaria o primeiro Banco Eletrônico.

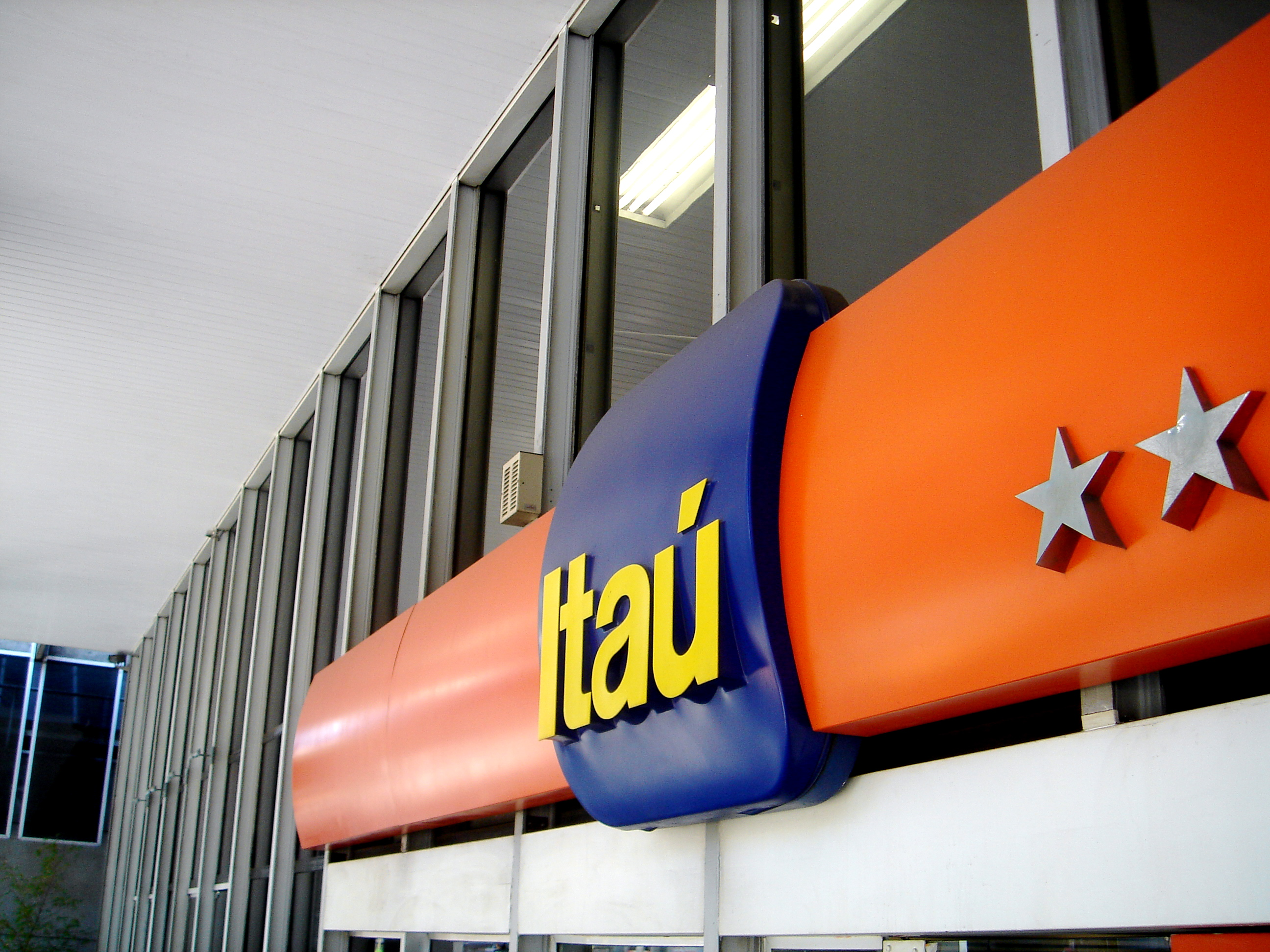
Agência do Itaú na Avenida Paulista, em São Paulo.

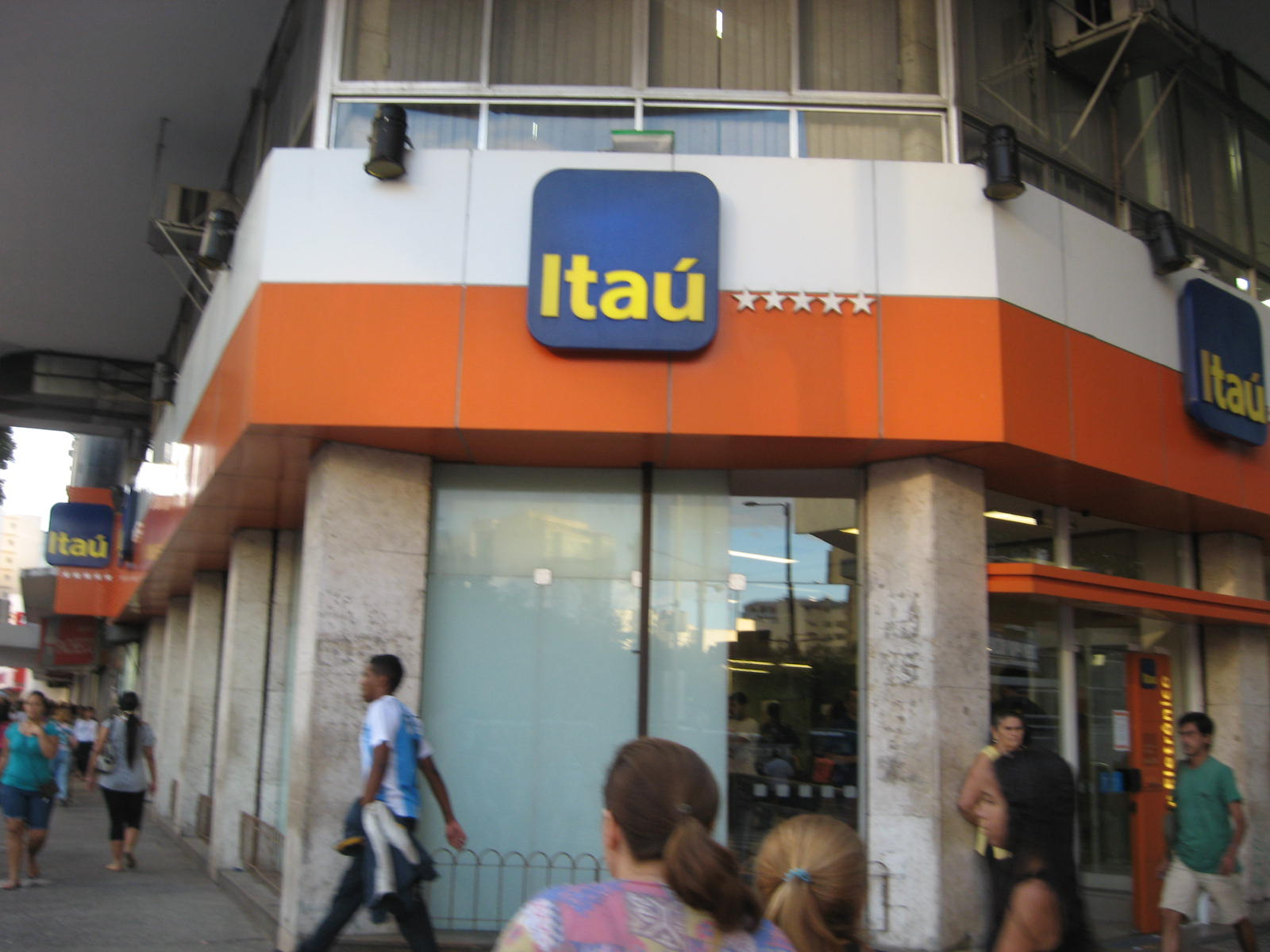
Agência do Itaú localizada no bairro da Tijuca, na cidade do Rio de Janeiro.

No ano de 1980, foram inauguradas as primeiras agências fora do Brasil, em Nova York (Estados Unidos) e em Buenos Aires (Argentina). Em 1985, adquire o Banco Pinto de Magalhães de Portugal, através de sua filial no Brasil. Em 1989, a Itaúsa funda a Itaúsa Portugal, que em outubro de 1994, abriria o Banco Itaú Europa. Também em 1994, com o crescimento do Mercosul e a estabilização da economia argentina, o Banco Itaú de Buenos Aires passa a se chamar Banco Itaú Argentina. Em 1995, adquiriu o Banco Francês e Brasileiro (BFB) da Crédit Lyonnais e neste processo passou a se chamar de Itaú Personnalité. Em 1998, com a aquisição do Banco del Buen Ayre, seria formado o Banco Itaú Buen Ayre. No processo de privatizações de bancos estaduais, iniciada no final da década de 1990 pelo governo FHC, o Itaú compra o Banco do Estado do Rio de Janeiro (Banerj) (junho de 1997), Banco do Estado de Minas Gerais (Bemge) (1998), Banco do Estado do Paraná (Banestado) (outubro de 2000) e Banco do Estado de Goiás (BEG) (2001).
Em 2000, o Itaú estabelece aliança estratégica com a América Online Latin America (AOLA) e a América Online Brasil, passando a deter 12% do capital da AOLA. O negócio, porém, seria desfeito pouco mais de 5 anos depois, com o encerramento das operações da AOLA. Em 2002, o Itaú adquire 95.75% do Banco BBA-Creditanstalt, criando o Banco Itaú-BBA, o maior banco de atacado do país. Ainda esse ano, o Itaú realiza aliança com a Fiat Automóveis, comprando 99,99% do Banco Fiat, maior banco ligado a montadoras no país. Uma reorganização societária do grupo teve início em novembro de 2002. As empresas ligadas aos negócios financeiros ficariam sob controle do Banco Itaú Holding Financeira, portanto o Banco Itaú passou a ser uma subsidiária do Banco Itaú Holding Financeira. A reorganização societária foi aprovada pelo Banco Central do Brasil em 2003. Ainda em 2003, o Itaú passa a controlar as operações de seguro de vida, de previdência privada e de administração de fundos da AGF Brasil Seguros. A financeira Taií é fundada em 2004, oferecendo serviços de crédito à população de baixa renda. Também nesse ano, é inaugurada a primeira agência Itaú no Japão, em Tóquio. Ainda em 2004, o Itaú e a Companhia Brasileira de Distribuição (CBD) anunciam a criação da Financeira Itaú CBD S.A. Crédito, que tinha a exclusividade na oferta de serviços financeiros aos clientes da CBD. Um acordo semelhante foi firmado em 2005 com as Lojas Americanas. Em dezembro de 2006 o Itaú adquire o Santander Banespa no Japão e seus mais de 13,5 mil clientes puderam passar a efetuar suas transações via internet e utilizar os mesmos canais de atendimento, produtos e serviços oferecidos pelo Itaú no Brasil, demonstrando que o banco tinha interesse em marcar presença no exterior também. Em 2 de maio de 2006, o Itaú em um acordo com a Bank of America adquiriu as operações do BankBoston no Brasil, Chile e Uruguai por US$ 2,2 bilhões. A conclusão da compra ocorreu no ano seguinte.

### Fusão com o Unibanco

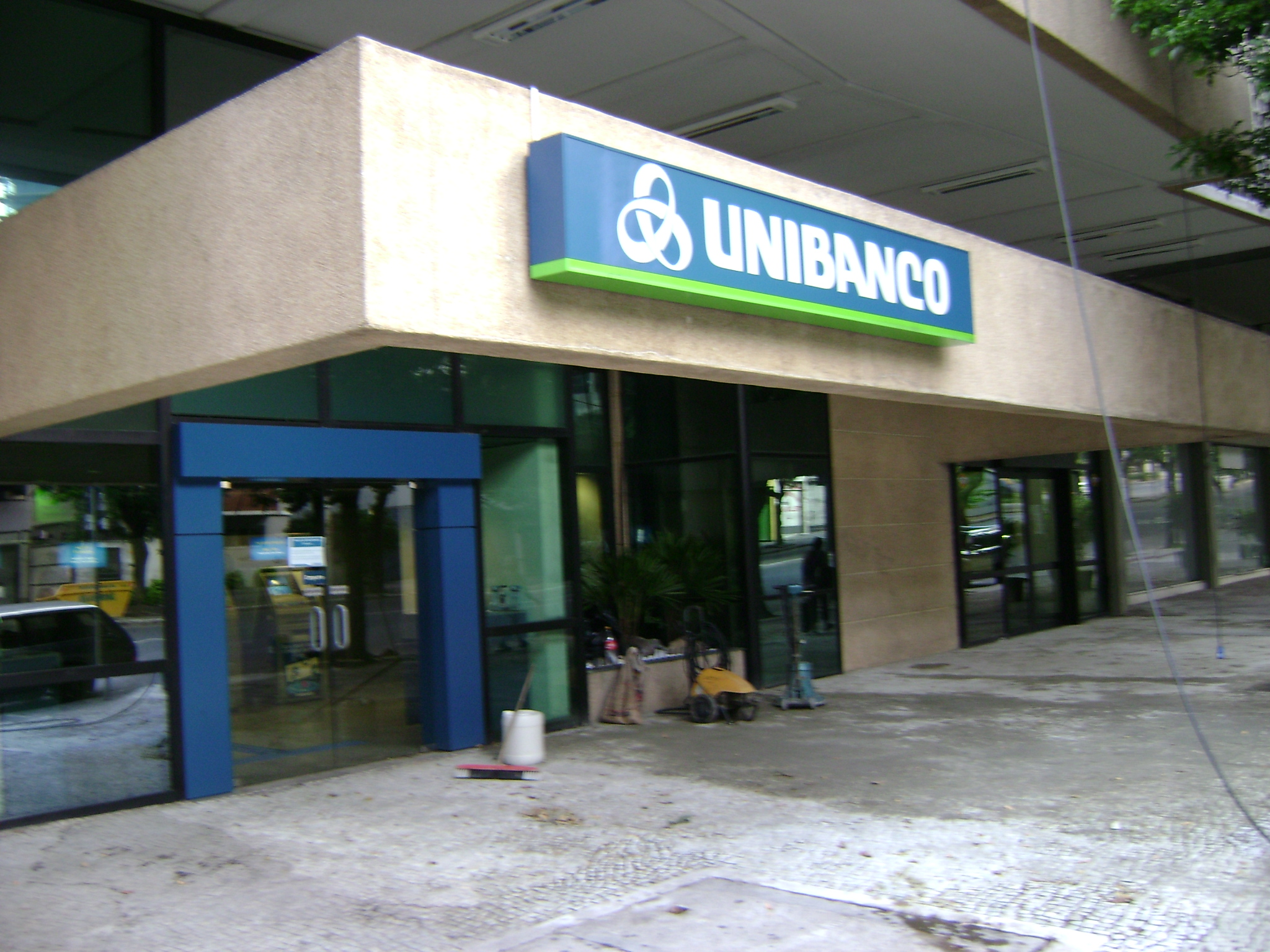
Filial do Unibanco em Belo Horizonte.

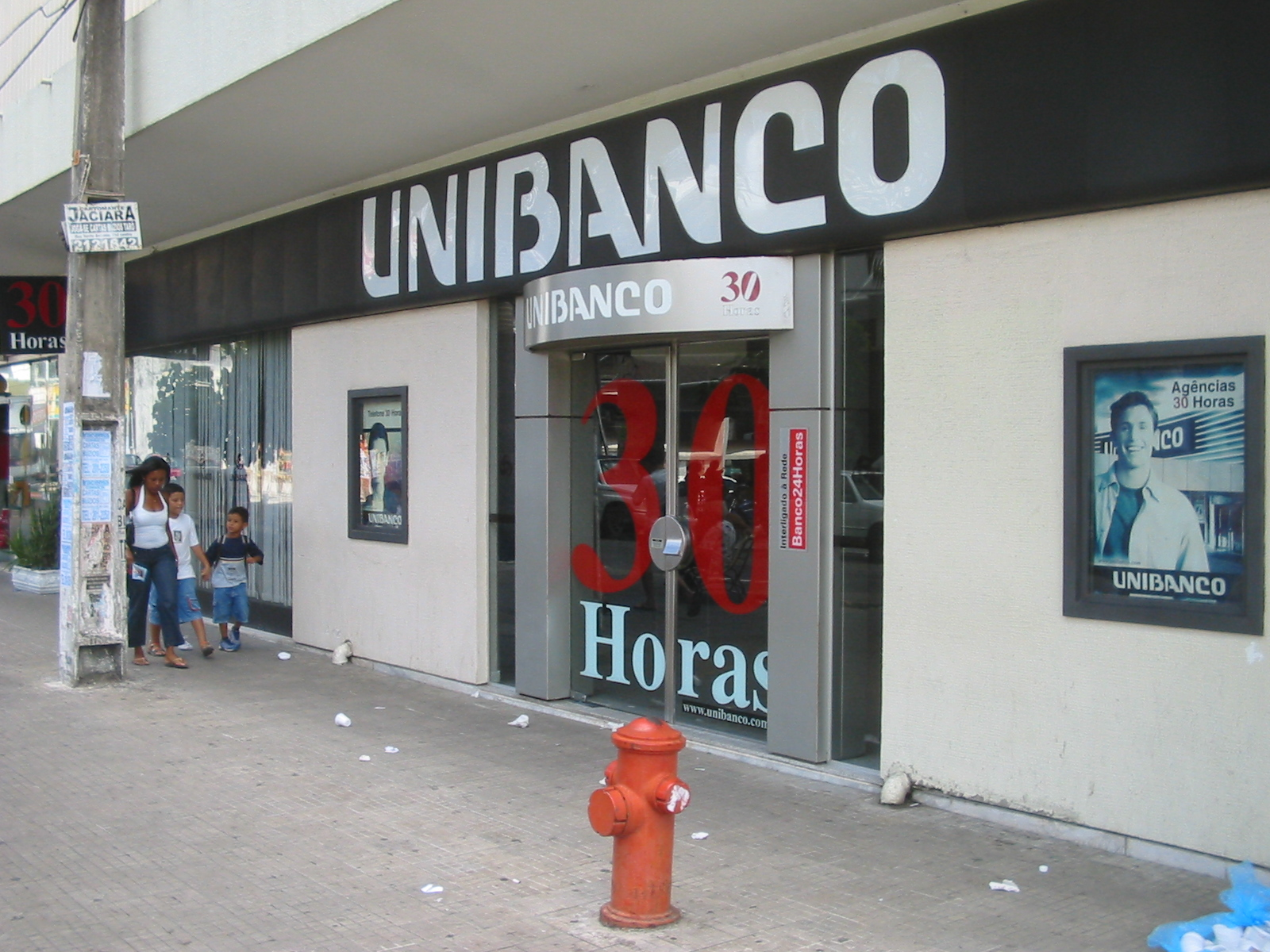
Fachada da agência do Unibanco em Natal, Rio Grande do Norte.

No dia 4 de novembro de 2008, o Banco Itaú e o Unibanco anunciaram a fusão que deu origem ao Banco Itaú Unibanco. A instituição nascia com R$ 575 bilhões em ativos (contra R$ 403,5 bilhões do Banco do Brasil e R$ 348,4 bilhões do Banco Bradesco), um patrimônio líquido de cerca de R$ 51,7 bilhões e uma carteira de crédito combinada de R$ 225,3 bilhões. O novo banco tinha 4.800 agências e postos de atendimento, representando 18% da rede bancária do país, e 14,5 milhões de correntistas (18% do mercado). Em volume de crédito, representava 19% do sistema brasileiro e em total de depósitos, fundos e carteiras administradas, 21%. No mercado de seguros e previdência, o novo grupo tinha uma participação de 17% e de 24%, respectivamente. As operações do atacado (corporate) somavam mais de R$ 65 bilhões, com atendimento a mais de 2.000 grupos econômicos no Brasil. O negócio de private banking (gestão de grandes fortunas) se tornou o maior da América Latina, com aproximadamente R$ 90 bilhões de ativos sob gestão. As operações de cartões de crédito passaram a contemplar as empresas Itaucard, Unicard e Hipercard.
A união entre os dois bancos foi aprovada pelo CADE em 18 de agosto de 2010. A medida foi bem vista por Henrique Meireles, Presidente do Banco Central do Brasil, que afirmou que a fusão contribuiria para o fortalecimento do sistema financeiro nacional num momento delicado do mercado financeiro internacional.
Com a fusão, a marca Unibanco foi extinta gradativamente e a instituição passou a utilizar apenas a marca Itaú em suas agências. A integração foi concluída em outubro de 2010 e custou mais de 1 bilhão de reais.
Em outubro de 2008, o Itaú Unibanco assinou contrato milionário com a CBF para patrocinar a Seleção Brasileira de Futebol até 2014, ano em que o Brasil sediou a Copa do Mundo da FIFA. O Itaú Unibanco foi, também, um dos patrocinadores do evento. Em 24 de agosto de 2009, foi anunciada uma associação para distribuição de seguros de residência e automóvel com a Porto Seguro, uma das maiores e mais importantes seguradoras do país. A operação consistiu na transferência, por parte do Itaú Unibanco, da totalidade de ativos e passivos de sua carteira de seguros residenciais e de automóveis para a Porto Seguro.
Em setembro de 2013, os ativos do Itaú Unibanco eram de 1,011 trilhão de reais e com isso é considerada a segunda maior instituição financeira do Brasil por ativos, perdendo apenas para o Banco do Brasil. Em 4 de fevereiro de 2014, foi anunciado que o Itaú Unibanco teve lucro de 15.696 bilhões de reais em 2013, um crescimento de 15,5% em relação a 2012, foi o maior lucro da história dos bancos brasileiros, em dezembro de 2013 os ativos totais do banco totalizaram 1.105 trilhão, um crescimento de 8,99% em relação ao mesmo período do ano anterior. Em agosto de 2014, o Itaú Unibanco adquiriu 100% da gestora de ativos chilena Munita Cruzat & Claro. Com a compra o banco expandiu as suas operações no Chile, na área de private banking. O valor da aquisição não foi divulgado.
Em 2017, o Itaú destronou o Bank of America e registrou a maior receita entre os bancos de investimento na América Latina. No dia 1º de julho de 2019, o Mercado Livre e o Itaú lançaram um cartão de crédito sem anuidade e com cashback. O recurso permite que clientes acumulem pontos e recebam até 10% do dinheiro em suas compras.

### Aquisições

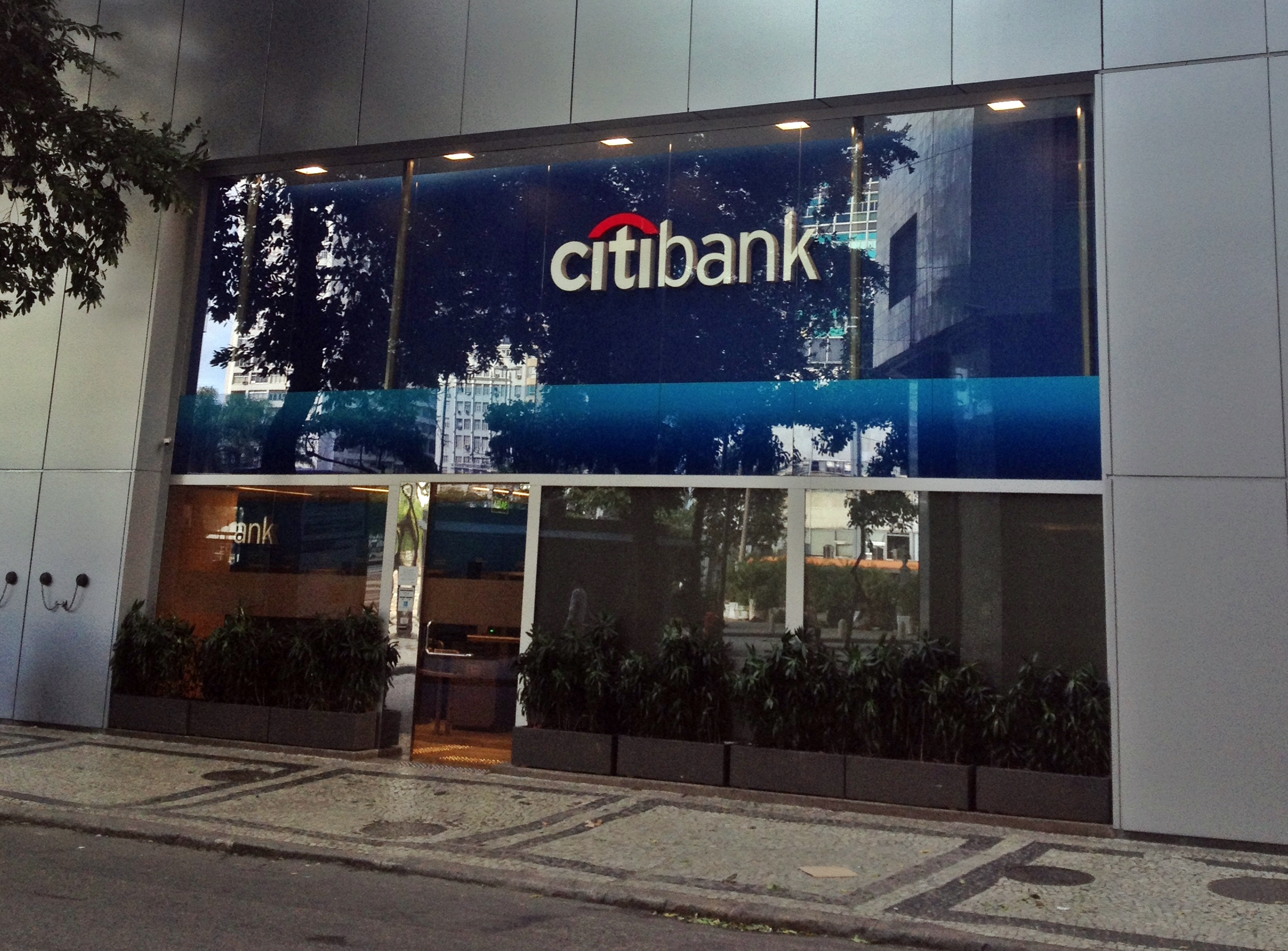
Unidade do Citibank Brasil no Rio de Janeiro.

Em 9 de maio de 2013, o Itaú fechou a compra da Credicard, a mais antiga e conhecida emissora de cartões do país, por quase três bilhões de reais. Em 29 de janeiro de 2014, foi anunciada a fusão das operações do banco Itaú Chile com o banco CorpBanca, também chileno, dando origem ao Itaú CorpBanca. Após a conclusão da fusão, o Itaú passou da 7ª para a 4ª colocação entre os maiores bancos chilenos. A marca da nova instituição é Itaú e o controle fica nas mãos da instituição brasileira.
Em 21 de outubro de 2015, a Odebrecht TransPort, subsidiária do grupo Odebrecht (atual Novonor) na área de transporte e logística, assinou um contrato de venda de sua participação na ConectCar para o Itaú Unibanco, por R$ 170 milhões. Em 31 de dezembro de 2015, o Itaú informou que fechou acordo com o Banco BTG Pactual para a compra da participação de 81,94% do BTG na empresa de recuperação de crédito Recovery do Brasil Consultoria por R$ 640 milhões. Em 8 de outubro de 2016, o Itaú pagou R$ 710 milhões pela operação de varejo do Citibank no Brasil.
Em 11 de maio de 2017, o Itaú informou por meio de fato relevante a compra da participação de 49,9% do capital social da XP Investimentos, corretora nascida em Porto Alegre. A aquisição será feita por meio de aporte de capital no valor de R$ 600 milhões e compra de ações de emissão da XP detidas pelos vendedores no valor de R$ 5,7 bilhões. No total, serão aplicados R$ 6,3 bilhões no negócio. A finalização da transação depende da análise do CADE.
Em janeiro de 2022, foi firmado um contrato de compra e venda com a Ideal Holding Financeira, uma corretora 100% digital que oferece soluções de trading eletrônico e DMA (direct market access), dentro de uma plataforma flexível e cloud-based, a aquisição será feita em duas etapas ao longo de 5 anos, na primeira etapa 50.1% do capital social e votante será adquirido, por aproximadamente R$ 650 milhões. A segunda etapa será feita após 5 anos, com a compra dos 49.9% restantes. A conclusão desta operação terá que ser aprovada pelo CADE e BACEN.
Em agosto de 2022, o Itaú anunciou a aquisição de 35% da corretora Avenue. A previsão é de aquisição completa em dois anos.
Em agosto de 2023, o Itaú anunciou a venda de sua filial na Argentina para o Banco Macro por US$ 50 milhões (equivalente a R$ 250 milhões). Em novembro do mesmo ano, o Banco Central da República Argentina aprovou esta aquisição e a instituição passou a se chamar de Macro BMA.

## Serviços e segmentação

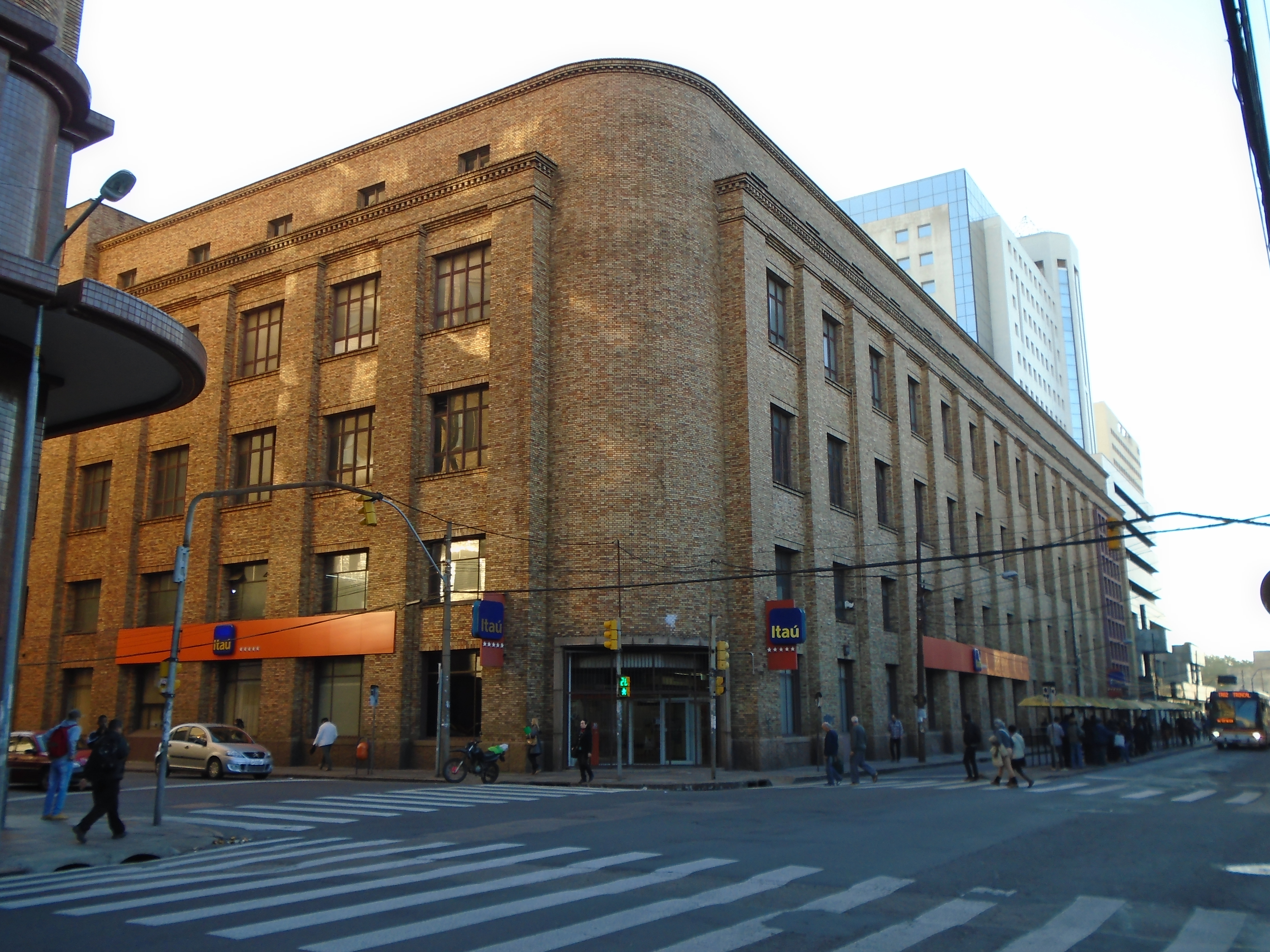
Agência do Itaú em Porto Alegre, Rio Grande do Sul.

O Itaú Unibanco é o segmento de varejo do banco, o de maior visibilidade, oferecendo serviços de conta corrente, poupança, cheques especiais, empréstimos pessoais e ao consumidor, cartões de crédito, seguros de residência, vida e acidentes, financiamento de automóveis, planos de previdência privada, administração de ativos e planos de capitalização para pessoas físicas.

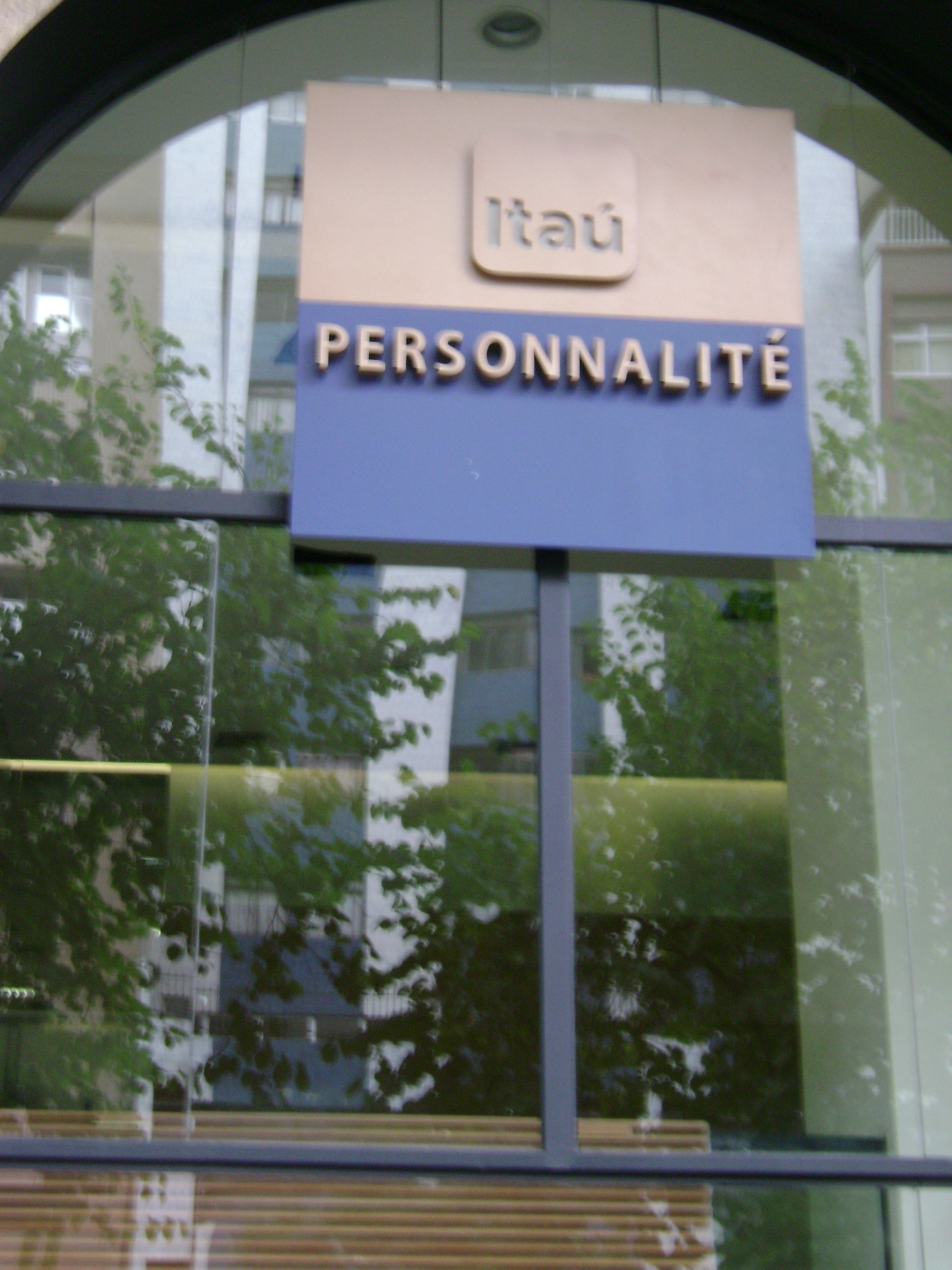
Fachada do "Itaú Personnalité" em Belo Horizonte.

O Itaú Personnalité é a divisão que oferece serviços especializados para clientes de alta renda - logo abaixo do private banking. A estratégia do Itaú Personnalité consiste na oferta de serviços de consultoria por gerentes que recebem treinamento para entender as necessidades específicas desses clientes e de uma grande carteira de produtos e serviços exclusivos, disponibilizados em uma rede de agências exclusivas, localizadas nas principais cidades brasileiras.
Segmento herdado do Unibanco, chocou-se com a estratégia Personalité. O Unibanco era considerado mais ágil, pois o conceito Uniclass era para clientes e não agências, ou seja, os clientes de uma agência poderiam ser classificados de forma diferentes enquanto no Itaú não. Em face disto, o Itaú Personnalité, em julho de 2011, reformulou sua estratégia e elevou o limite de clientes-alvo para pessoas com renda superior a R$ 10.000 por mês (em comparação com R$ 7.000 anteriormente, que chocavam-se com o Uniclass) ou com investimentos acima de R$ 100.000 (em contraposição a R$ 60.000 anteriormente, igualmente se chocavam com o Uniclass). Essa estratégia melhora o choque com a divisão Uniclass mencionada na atividade de banco de varejo, sem contudo resolver o problema de cliente em agência distinta.
Serviço especial para pequenas (faturamento anual entre R$ 500 mil e R$ 10 milhões) e microempresas (até R$ 500 mil). É utilizado por cerca de 115 mil das 637 mil pequenas e microempresas clientes do banco (o restante usa serviços padrões). No final de 2005, a UPJ possuía 188 unidades de atendimento exclusivo em agências do Itaú.
Em 2016, o Itaú lançou o aplicativo Itaú Abreconta. Em maio de 2019, lançou a plataforma Iti de pagamentos móveis. Os serviços poderão ser realizados em lojas ou entre usuários de maneira instantânea, 24 horas por dia, por meio de QR Code. Não é preciso ter conta corrente e cartão do banco para utilizar o canal. A plataforma em fase de teste, oferece transferência, pagamento e também passa pela aceitação de máquinas da Rede adquirente.

## Institucionais

### Itaú Private Bank
Especializado em consultoria financeira para pessoas físicas com grande patrimônio. Hoje, o Itaú Private Bank é o maior no seu segmento no país e na América Latina.

### Taií
Fundada em 2004, oferecia serviços de crédito e financiamento. Possuía uma rede própria de cerca de 135 agências em 21 estados e no Distrito Federal, além de mais de 200 pontos de venda dentro dos supermercados do GPA (Pão de Açúcar, Extra, Extra Eletro, CompreBem e Sendas) e outros 200 pontos de venda nas Lojas Americanas. Controlado pelo Itaucred. Com a aquisição do Unibanco, que possuía a Fininvest, houve conflito de empresas que resultou, curiosamente, no encerramento da marca Taií em 2009.

### Itaú BBA
O Itaú BBA é responsável pelas atividades de serviços bancários para grandes empresas e banco de investimento. O Itaú BBA oferece uma carteira completa de produtos e serviços por meio de um quadro de profissionais altamente qualificados. Atualmente, o Itaú BBA atende a cerca de 2.400 empresas e conglomerados. As atividades do Itaú BBA englobam desde operações típicas de um banco comercial até operações nos mercados de capitais e serviços de consultoria em fusões e aquisições. Tais atividades são totalmente integradas, o que permite ao Itaú BBA adaptar seu desempenho às necessidades de seus clientes.[carece de fontes?]

### Intrag DTVM
A Intrag DTVM é uma empresa do grupo Itaú Unibanco com foco na prestação de serviços de administração fiduciária de fundos de investimento para gestores independentes, private banks, family offices, clientes institucionais e grandes investidores. O portfólio de produtos da Intrag inclui administração das mais variadas estruturas e tipos de fundos, desde os regulados pela instrução CVM nº 555 até FIDCs, FIPs, FMIEEs, ETFs e FIIs.

### Kinea Investimentos
Empresa de investimentos especializada em Hedge Funds, Private Equity e Real Estate, fundada em 2007 após uma associação com profissionais do mercado financeiro. Em novembro de 2010, comprou uma participação na empresa de educação Multi por R$ 200 milhões.
Em abril de 2013, comprou 20% do Grupo ABC em negócio avaliado em R$ 170 milhões. Em maio de 2013 investiu R$ 70 milhões no Grupo Delfin que é uma empresa no ramo de saúde. Em março de 2014, adquiriu 25% da Lojas Avenida, uma rede varejista de roupas do estado do Mato Grosso, o valor da operação foi de R$ 250 milhões.

## Conselho de administração
O Conselho de Administração da empresa é formado da seguinte maneira: Pedro Moreira Salles e Roberto Egydio Setubal são copresidentes, e Ricardo Villela Marino ocupava a vice presidência. Além deles, o conselho tem outros três membros ligados às famílias controladoras do banco (Alfredo Egydio Setubal, Ana Lúcia de Mattos Barretto Villela e João Moreira Salles) e sete membros independentes: Candido Botelho Bracher, Cesar Nivaldo Gon, Fábio Colletti Barbosa, Fabricio Bloisi Rocha, Maria Helena dos Santos Fernandes de Santana, Paulo Antunes Veras e Pedro Luiz Bodin de Moraes..

## Logotipos

1966-1973
1973-1980
1980-1992
1992-2003
2003-2023
2023 -

## Prêmios
- Prêmio iBest 2020 - Top 3 pelo Júri Oficial na categoria Bancos Digitais[carece de fontes?]